# Салгаду, Лия
Лия Салгаду (полное имя Лия Портукарреру де Албукерке Салгаду, порт. Lia Portocarrero de Albuquerque Salgado; 9 июня 1914, Рио-де-Жанейро — 14 ноября 1980, Белу-Оризонти) — бразильская оперная певица (сопрано). Жена медика и политика Кловиса Салгаду.
На протяжении детских и юношеских лет пела исключительно в семейном кругу. Окончила педагогический институт в Рио-де-Жанейро. В 1934 г. вышла замуж и вскоре переехала в Белу-Оризонти, где Кловис Сальгадо занял кафедру гинекологии в Университете штата Минас-Жерайс. По предложению мужа затосковавшая вдали от родных Лия начала брать уроки вокала у его пациентки, преподавательницы консерватории штата Наир Машаду Гимарайнш. Быстро обнаружив профессиональные задатки, она в дальнейшем училась также у известного в регионе вокального педагога Мурилу де Карвалью и бежавшей от нацистов немецкой певицы Марион Матеус, окончив консерваторию штата Минас-Жерайс в 1946 году.
В том же году Салгаду начала выступать с благотворительными концертами в пользу Красного креста, отделение которого в штате основал и возглавил её муж. Первый профессиональный концерт Салгаду состоялся годом позже. В том же 1947 году она дебютировала на оперной сцене в «Сельской чести» Пьетро Масканьи, поставленной в Белу-Оризонти в рамках торжеств в честь 50-летия города. В 1949 г. впервые вышла на сцену Городского театра Рио-де-Жанейро в «Богеме» Джакомо Пуччини — и в дальнейшем пела в этом театре вплоть до 1972 года; выступала также на оперных сценах других бразильских городов. В 1958 г. участвовала в торжественном концерте в честь 100-летия Пуччини в Лукке. С Бразильским симфоническим оркестром выступала как солистка при исполнении Реквиема В. А. Моцарта.
Салгаду приобрела известность как в стране, так и за её пределами благодаря работе с бразильским репертуаром. Она, в частности, участвовала в премьерной записи мессы Лобу де Мескиты, бразильского композитора XVIII века. Вокальная музыка Эйтора Вилла-Лобоса, Франсиско Миньоне, Альсеу Боккино в исполнении Салгаду пользовалась особым признанием благодаря тому, что была разучена ею под наблюдением авторов; особенно тесное содружество связывало Салгаду с Камарго Гварньери, аккомпанировавшим ей при исполнении своей музыки.
Имя Леи Салгаду носит консерватория города Леополдина.